# Operatore normale
In matematica, in particolare in analisi funzionale, un operatore normale in uno spazio di Hilbert (complesso), o equivalentemente in una C*-algebra, è un operatore lineare continuo che commuta con il suo aggiunto. Questi operatori sono importanti per il fatto che ad essi si applica il teorema spettrale.
Inoltre, nel caso finito-dimensionale, la matrice associata a un operatore normale rispetto a una base ortonormale dello spazio di Hilbert è una matrice normale.

## Definizione
Dato uno spazio di Hilbert {\displaystyle H} definito sul campo dei numeri complessi, un endomorfismo {\displaystyle N:H\to H} si dice normale se:
{\displaystyle N\,N^{*}=N^{*}N}
In modo equivalente, {\displaystyle N} è normale se e solo se:
{\displaystyle \|N(v)\|=\|N^{*}(v)\|\quad \forall v\in H}
Si ha inoltre che:
{\displaystyle {\textrm {Ker}}(N^{*})={\textrm {Ker}}(N)}
{\displaystyle {\textrm {Im}}(N^{*})={\textrm {Im}}(N)}
Tra gli endomorfismi normali vi sono gli endomorfismi autoaggiunti, gli endomorfismi emisimmetrici e gli endomorfismi unitari.

## Il teorema spettrale
Gli operatori normali sono soggetti al teorema spettrale: gli autovalori, in questo caso, sono in generale numeri complessi.
Sia {\displaystyle T} un operatore lineare su uno spazio vettoriale complesso {\displaystyle V} di dimensione finita {\displaystyle n}, dotato di un prodotto hermitiano, cioè di una forma hermitiana definita positiva. Il teorema spettrale afferma che {\displaystyle T} è un operatore normale se e solo se esiste una base ortonormale di {\displaystyle V} composta da autovettori di {\displaystyle T}. L'endomorfismo {\displaystyle T} è quindi diagonalizzabile.
Nel linguaggio matriciale, il teorema afferma che ogni matrice normale è simile ad una matrice diagonale tramite una matrice unitaria, ovvero per ogni matrice normale {\displaystyle H} esistono una matrice unitaria {\displaystyle U} ed una diagonale {\displaystyle D} per cui:
{\displaystyle D=U^{-1}HU=\,^{t}\!{\bar {U}}HU}
I vettori colonna di {\displaystyle U} sono gli autovettori di {\displaystyle A} e sono reciprocamente ortogonali.
Come corollario segue che l'operatore {\displaystyle T} è autoaggiunto se e solo se la base ortonormale conta solo autovalori reali, mentre se {\displaystyle T} è unitario il modulo degli autovalori è 1. In particolare, gli autovalori di una matrice hermitiana sono tutti reali, mentre quelli di una matrice unitaria sono di modulo 1.

## Decomposizione spettrale
Il teorema spettrale fornisce le condizioni per cui sia possibile diagonalizzare un operatore rispetto ad una base ortonormale. Quando questo risulta possibile nel caso finito-dimensionale, ad autovalori distinti corrispondono autovettori mutuamente ortogonali, e pertanto gli autospazi sono in somma diretta. Un operatore normale può, di conseguenza, essere scritto come una combinazione lineare di proiettori ortogonali sugli autospazi, i cui coefficienti sono gli autovalori relativi ad ogni autospazio.
Nel caso infinito-dimensionale la normalità, ed in particolare l'autoaggiuntezza, non garantisce la diagonalizzabilità. In generale un operatore normale non può essere più scritto come combinazione lineare di proiettori ortogonali. Attraverso la misura a valori di proiettore è tuttavia possibile ottenere una scrittura integrale che permette di descrivere l'operatore in termini del suo spettro.

### Caso finito-dimensionale
Come conseguenza del teorema spettrale, sia nel caso reale che nel caso complesso, il teorema di decomposizione spettrale afferma che gli autospazi di {\displaystyle T} sono ortogonali e in somma diretta:
{\displaystyle V=V_{\lambda _{1}}\oplus \ldots \oplus V_{\lambda _{k}}}
Equivalentemente, se {\displaystyle P_{\lambda }} è la proiezione ortogonale su {\displaystyle V_{\lambda }}, si ha:
{\displaystyle A=\lambda _{1}P_{\lambda _{1}}+\cdots +\lambda _{k}P_{\lambda _{k}}\qquad P_{\lambda }P_{\mu }=0\quad \lambda \neq \mu }
La decomposizione spettrale è un caso particolare della decomposizione di Schur. È anche un caso particolare della decomposizione ai valori singolari.

### Caso infinito-dimensionale
Sia {\displaystyle A} un operatore normale limitato definito su uno spazio di Hilbert {\displaystyle H}. Il teorema di decomposizione spettrale per operatori normali afferma che esiste un'unica misura a valori di proiettore {\displaystyle P^{A}} tale per cui:
{\displaystyle A=\int _{\sigma (A)}zdP^{A}(x,y)\qquad z:=(x,y)\to x+iy\in \mathbb {C} \quad (x,y)\in \mathbb {R} ^{2}}
dove {\displaystyle \sigma (A)={\mbox{supp}}(P^{A})} è lo spettro di {\displaystyle A}. Si dice che {\displaystyle P^{A}} è la misura a valori di proiettore associata ad {\displaystyle A}.
In particolare, se {\displaystyle A} è un operatore autoaggiunto si può definire una misura a valori di proiettore limitata:
{\displaystyle P^{A}(\Omega )=\chi _{\Omega }(A)}
definita sullo spettro {\displaystyle \sigma (A)} di {\displaystyle A}, in cui {\displaystyle \chi _{\Omega }} è la funzione indicatrice. Tale misura può essere univocamente associata ad {\displaystyle A} nel seguente modo:
{\displaystyle (\phi ,f(A)\psi ):=\int _{\sigma (A)}f(\lambda )d(\phi ,P^{A}(\lambda )\psi )\quad \forall \phi ,\psi \in H}
per ogni funzione misurabile limitata {\displaystyle f}, e in tal caso si ha:
{\displaystyle A=\int _{\sigma (A)}\lambda dP^{A}\qquad f(A)=\int _{\sigma (A)}f(\lambda )dP^{A}}
La formula a sinistra è detta diagonalizzazione di {\displaystyle A}.
Se da un lato è possibile definire univocamente un operatore autoaggiunto (o, più in generale, un operatore normale) {\displaystyle A} a partire da una misura a valori di proiettore, dall'altro se è possibile diagonalizzare {\displaystyle A} tramite una misura a valori di proiettore limitata {\displaystyle P^{A}} allora {\displaystyle P^{A}} è la misura a valori di proiettore associata univocamente ad {\displaystyle A}. Ogni operatore limitato autoaggiunto {\displaystyle A} può dunque essere messo in corrispondenza biunivoca con una misura a valori di proiettore limitata {\displaystyle P^{A}}.